# 温室希蛛
温室希蛛（学名：Achaearanea tepidariorum）为球蛛科希蛛属的动物。分布于亚洲、欧洲、美洲、非洲、太平洋周邻各国以及中国大陆的广布等地，常栖息于室内外、洞穴、树洞等。